# Autódromo Jorge Ángel Pena
El Autódromo Jorge Ángel Pena es un circuito que se encuentra en la ciudad de San Martín, Provincia de Mendoza, Argentina, 45 km al este de la capital provincial. Es sede de eventos como el TC 2000 y Fórmula Renault. Se inauguró en 1994 con un trazado de 2.668 metros. En 2006 se amplió a 3.585 metros para recibir al TC 2000. En 2011 se comenzó con una segunda extensión a 4.167 metros, que concluyó a fines de marzo de 2012, para así poder recibir el Turismo Carretera.

## Ganadores

### Súper TC 2000
| Año  | Piloto           | Automóvil       | Equipo               |
| ---- | ---------------- | --------------- | -------------------- |
| 2012 | José María López | Ford Focus II   | PSG16 Team           |
| 2013 | Agustín Canapino | Chevrolet Cruze | Equipo YPF Chevrolet |
| 2015 | Emiliano Spataro | Renault Fluence | Renault Sport        |
| 2016 | Facundo Ardusso  | Renault Fluence | Renault Sport        |
| 2019 | Agustín Canapino | Chevrolet Cruze | Chevrolet YPF        |

### Turismo Competición 2000
| Año  | Piloto                | Automóvil         | Equipo                      |
| ---- | --------------------- | ----------------- | --------------------------- |
| 1995 | Juan María Traverso   | Peugeot 405       | Peugeot Sport               |
| 2006 | Matías Rossi          | Chevrolet Astra   | Chevrolet Elaion Pro Racing |
| 2007 | Juan Manuel Silva     | Honda Civic       | Honda Petrobras             |
| 2008 | Gabriel Ponce de León | Ford Focus        | Ford YPF                    |
| 2009 | Matías Rossi          | Renault Megane II | Renault Lo Jack Team        |
| 2010 | Norberto Fontana      | Ford Focus II     | Ford YPF                    |
| 2011 | Guillermo Ortelli     | Renault Fluence   | Renault Lo Jack Team        |

### Turismo Carretera
| Año  | Piloto                      | Automóvil       | Equipo              |
| ---- | --------------------------- | --------------- | ------------------- |
| 2012 | Néstor Girolami             | Torino Cherokee | Maquin Parts Racing |
| 2013 | Juan Bautista De Benedictis | Ford Falcon     | Lincoln Sport Group |